# Stazione di Dicomano
La stazione di Dicomano  è una stazione ferroviaria della ferrovia Pontassieve-Borgo San Lorenzo, a servizio dell'omonimo comune.
La gestione degli impianti è affidata a Rete Ferroviaria Italiana (RFI), controllata del gruppo Ferrovie dello Stato.

## Storia
Dicomano fu aperta al servizio pubblico il 30 giugno 1913, assieme alla linea ferroviaria.
Nel 2024 si conclusero i lavori di innalzamento dei marciapiedi, di costruzione del sottopassaggio a collegamento degli stessi e delle pensiline. 

## Strutture e impianti
Il fabbricato viaggiatori è una costruzione in muratura a due livelli e a pianta rettangolare. A fianco, lato Pontassieve, è presente la ritirata.
Il piazzale è composto da due binari: il primo è di raddoppio, lungo 200 m, mentre il secondo è quello di corsa della linea ferroviaria. Entrambi i binari sono dotati di marciapiedi, protetti da pensiline, collegati tra loro da un sottopassaggio. L'accesso all'utenza è garantito anche da due linee di ascensori.
Lo scalo merci è in disuso: era formato da un piano caricatore e da un magazzino. I binari tronchi a suo servizio sono stati rimossi.

## Movimento
La stazione è servita dai treni regionali Trenitalia Borgo San Lorenzo-Pontassieve, nell'ambito del contratto di servizio stipulato con la Regione Toscana. Le corse si effettuano secondo un orario cadenzato a frequenza oraria.
Secondo i dati della Direzione Trasporto Regionale di Trenitalia del 2007, il numero medio di persone che frequentano la stazione è di 475 unità giornaliere.

## Servizi
- Sala d'attesa
- Biglietteria automatica

## Interscambio
- Fermata autobus